# طبقه پنجم
طبقه پنجم (انگلیسی: 5 Flights Up، در انگلستان با نام روث و الکس و در ایران با نام ساکن طبقه پنجم منتشر شده‌است) فیلمی در ژانر درام به کارگردانی ریچارد لانکرین محصول آمریکا است که در سال ۲۰۱۴ منتشر شد. در این فیلم بازیگرانی چون دایان کیتن، مورگان فریمن و سینتیا نیکسون به ایفای نقش پرداخته‌اند. طبقه پنجم بر اساس کتابی با نام اقدامات قهرمانانه نوشته جیل سیمنت ساخته شده‌است.

## خلاصه داستان
روث (دایان کیتون) و الکس (مورگان فریمن)، زوجی که مدت‌ها از ازدواجشان می‌گذرد و با هم در آپارتمانی در نیویورک زندگی می‌کنند. الکس، که یک نقاش است، برای بالا رفتن از پله‌های آپارتمان طبقه پنجمی که همراه با روث سالها قبل در بروکلین نیویورک خریده‌اند و در آن زندگی می‌کنند دچار مشکل شده‌است. لیلی (سینتیا نیکسون)، خواهرزاده روث که یک مشاور املاک است، موفق می‌شود تا آنها را راضی کند این آپارتمان را بفروشند، و به آپارتمان دیگری در منهتن که آسانسور دارد نقل مکان کنند. روث و الکس به خانه‌های مختلف سر می‌زنند تا جایی مناسب برای خریدن پیدا کنند، و در این میان هر دو به یاد اوایل زندگی مشترکشان می‌افتند و خاطراتشان را مرور می‌کنند. همزمان دائماً با دامپزشک در تماسند تا از وضعیت سگشان باخبر شوند، و از سوی دیگر اخبار تلویزیون را دربارهٔ احتمال حمله تروریستی دنبال می‌کنند.
از نکات جذاب و برجستهٔ فیلم، مناسبات و روابط این زوج، یعنی دایان کیتن و مورگان فریمن، در کنار یکدیگر است.
اولین نمایش عمومی این فیلم در ۵ سپتامبر ۲۰۱۴ در جشنواره بین‌المللی فیلم تورنتو انجام شد. فیلم در ۸ مه ۲۰۱۵ توسط فوکس فیچرز در ایالات متحده آمریکا منتشر شد.

## بازیگران
- مورگان فریمن
- دایان کیتن
- کری پرستون
- سینتیا نیکسون
- جوانا پی. ادلر
- آلیسیا رینر
- جاش پایس
- استرلینگ جرینز
- میریام شر